# Rhetinantha monacensis
Rhetinantha monacensis är en orkidéart som först beskrevs av Friedrich Fritz Wilhelm Ludwig Kraenzlin, och fick sitt nu gällande namn av Mario Alberto Blanco. Rhetinantha monacensis ingår i släktet Rhetinantha och familjen orkidéer. Inga underarter finns listade i Catalogue of Life.